# Sadjivka, Monastîrîska
Sadjivka (în ucraineană Саджівка) este un sat în comuna Horojanka din raionul Monastîrîska, regiunea Ternopil, Ucraina.

## Demografie
Componența lingvistică a localității Sadjivka
     Ucraineană (100%)
Conform recensământului din 2001, toată populația localității Sadjivka era vorbitoare de ucraineană (100%).